# 1971年南ベトナム大統領選挙
1971年南ベトナム大統領選挙（1971ねんベトナムだいとうりょうせんきょ、ベトナム語: Bầu cử tổng thống Việt Nam Cộng hòa 1971）は、1971年10月2日にベトナム共和国（南ベトナム）で行われた大統領選挙である。

## 概要
2人の野党候補者が選挙をボイコットしたため、現職のグエン・バン・チュー大統領が唯一の候補者となり、100％の票を獲得した。 この選挙でのグエン・バン・チューの勝利によりチューは正式に大統領を続投することとなった。
なお、これは南ベトナムで行われた最後の大統領選挙であった。

## 選挙結果
| 候補者             | 候補者               | 党派               | 得票数    | 得票率 |
| ------------------ | -------------------- | ------------------ | --------- | ------ |
|                    | グエン・バン・チュー | 国民社会民主戦線   | 5,971,114 | 100.0% |
| 総計               | 総計                 | 総計               | 5,971,114 | 100.0% |
| 有効票数（有効率） | 有効票数（有効率）   | 有効票数（有効率） | 5,971,114 | 94.37% |
| 無効票数（無効率） | 無効票数（無効率）   | 無効票数（無効率） | 356,517   | 5.63%  |
| 投票総数（投票率） | 投票総数（投票率）   | 投票総数（投票率） | 6,327,631 | 87.97% |
| 棄権者数（棄権率） | 棄権者数（棄権率）   | 棄権者数（棄権率） | 6,560,029 | 12.03% |
| 有権者数           | 有権者数             | 有権者数           | 7,192,660 | 100.0% |